# Soreniec popielaty

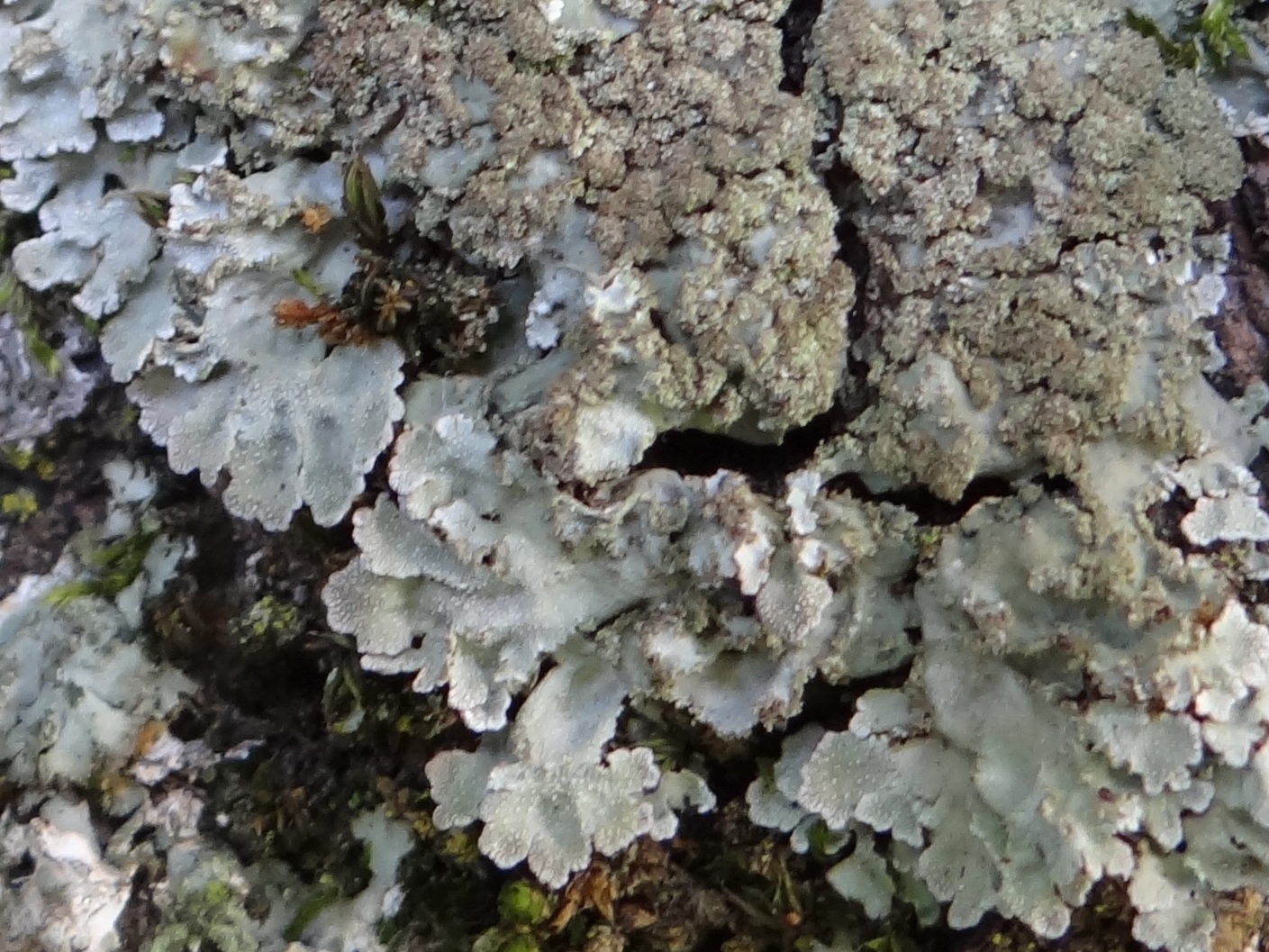

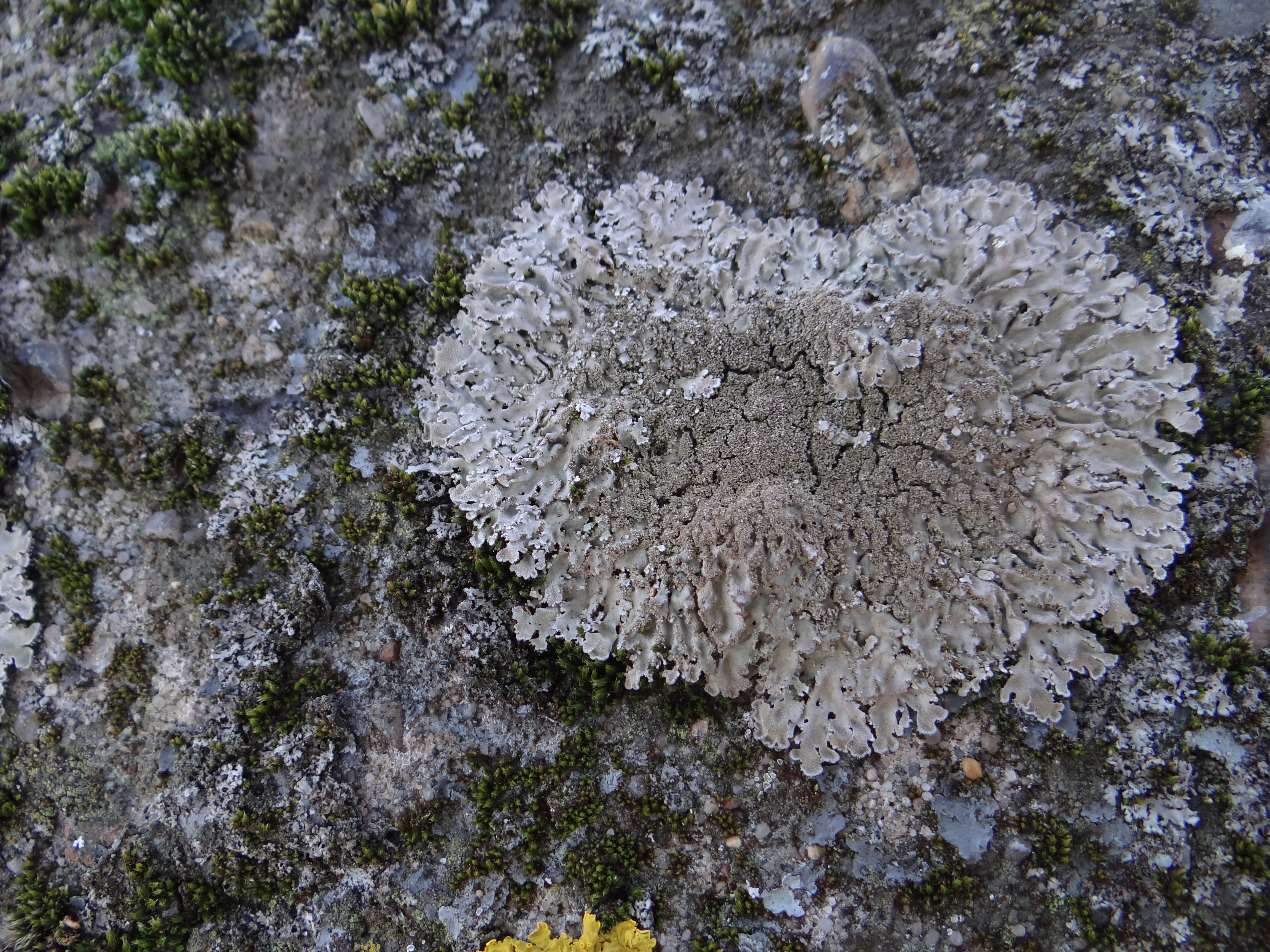

Soreniec popielaty, obrost popielaty (Physconia grisea (Lam.) Poelt) – gatunek grzybów z rodziny obrostowatych (Physciaceae). Ze względu na współżycie z glonami zaliczany jest do porostów. 

## Systematyka i nazewnictwo
Pozycja w klasyfikacji według Index Fungorum: Physciaceae, Caliciales, Lecanoromycetidae, Lecanoromycetes, Pezizomycotina, Ascomycota, Fungi.
Po raz pierwszy takson ten zdiagnozował w roku 1789 Jean-Baptiste de Lamarck nadając mu nazwę Lichen griseus. Obecną, uznaną przez Index Fungorum nazwę nadał mu w roku 1965 Josef Poelt, przenosząc go do rodzaju Physconia. 
Niektóre synonimy naukowe:

- Imbricaria grisea (Lam.) DC. 1805
- Imbricaria pityrea (Ach.) Chevall. 1826
- Lichen griseus Lam. 1789
- Lichen pityreus Ach. 1799
- Parmelia grisea (Lam.) Ach. 1803
- Parmelia pityrea (Ach.) Ach. 1810
- Physcia grisea (Lam.) Zahlbr. 1912
- Physcia pityrea (Ach.) Nyl. 1878
- Xanthoria pityrea (Ach.) Horw. 1912

Nazwa polska według Krytycznej listy porostów i grzybów naporostowych Polski.

## Morfologia
Plecha listkowata, tworząca rozetki, lub nieregularna. Jest to plecha heteromeryczna z glonami protokokkoidalnymi. Osiąga średnicę do 8 cm, jest głęboko wcinana, jej odcinki o szerokości 1–3 mm zachodzą na siebie lub stykają się brzegami. Są płaskie lub wklęsłe i pokryte soraliami, ale bez izydiów. Górna powierzchnia plechy ma barwę od białawoszarej przez szarobrunatną do brunatnej i prawie zawsze jest biało lub niebieskawo oprószona. Dolna powierzchnia jest jasna lub brunatna i są na niej jasne, pojedyncze lub widełkowato rozgałęzione chwytniki. Reakcje barwne: plecha K–.
Białawe, żółtawe lub szare soralia mają tasiemkowaty kształt i występują na brzegach odcinków. W środkowej części plechy czasami łączą się z sobą. Lekanorowe apotecja występują  bardzo rzadko. Mają średnicę do 2 mm i brunatne lub czarne i  zazwyczaj przyprószone tarczki. Ich brzeżek plechowy jest karbowany i są na nim urwistki. W jednym worku powstaje po 8 dwukomórkowych, brunatnych i grubościennych zarodników o rozmiarach  23–25 × 14–17 μm.

## Występowanie i siedlisko
Występuje głównie na półkuli północnej: w Ameryce Północnej, Europie, Afryce Północnej i Azji (Rosja). Na półkuli południowej podano jego występowanie tylko w Republice Południowej Afryki. W Polsce jest pospolity na terenie całego kraju. 
Rośnie na korze drzew, głównie liściastych, na korze drzew iglastych, na drewnie i na skałach wapiennych dużo rzadziej. Preferuje miejsca niezbyt zacienione, stąd też spotykany jest głównie na drzewach przydrożnych lub rosnących pojedynczo.